# Europapokal der Landesmeister (Handball) 1958/59
Am Europapokal der Landesmeister 1958/59 nahmen 15 Handball-Vereinsmannschaften teil, die sich in der vorangegangenen Saison in ihren Heimatligen für den Wettbewerb qualifiziert hatten. Es war die 2. Austragung des Europapokals der Landesmeister. Der vorherige Titelträger war eine Stadtauswahl aus Prag. Gespielt wurden alle Runden mit einer Begegnung im K.-o.-System. Im Finale konnte sich Redbergslids IK aus Göteborg als erste Vereinsmannschaft den Titel gegen den deutschen Vertreter Frisch Auf Göppingen sichern.

## 1. Runde
|                      | Ergebnis |                 |
| -------------------- | -------- | --------------- |
| ROC Flémalle         | 10:11    | ASPOM Bordeaux  |
| Helsingør IF         | 21:14    | Union Helsinki  |
| BM Granollers        | 17:12    | FC Porto        |
| Dukla Prag           | w/o      | Sparta Katowice |
| Partizan Bjelovar    | 05:17    | Dinamo Bukarest |
| BTV St. Gallen       | 28:19    | SC Esch         |
| Frisch Auf Göppingen | 24:16    | Olympia Hengelo |

Redbergslids IK hatte ein Freilos und zog direkt in die 2. Runde ein.

## Viertelfinale
|                      | Ergebnis |                |
| -------------------- | -------- | -------------- |
| Redbergslids IK      | 26:14    | ASPOM Bordeaux |
| Helsingør IF         | 34:14    | BM Granollers  |
| Dinamo Bukarest      | 15:14    | Dukla Prag     |
| Frisch Auf Göppingen | 31:26    | BTV St. Gallen |

## Halbfinale
|                      | Ergebnis |                 |
| -------------------- | -------- | --------------- |
| Redbergslids IK      | 22:12    | Helsingør IF    |
| Frisch Auf Göppingen | 21:12    | Dinamo Bukarest |

## Finale
Das Finale wurde am 18. April 1959 in Paris ausgetragen.
|                 | Ergebnis |                      |
| --------------- | -------- | -------------------- |
| Redbergslids IK | 18:13    | Frisch Auf Göppingen |